# PicoJava
Der picoJava-Mikroprozessor von Sun Microsystems ist ein Java-Prozessor, kann also Java-Bytecode direkt ausführen. Dadurch erreicht er bei der Ausführung von Java-Bytecode etwa die zwanzigfache Geschwindigkeit eines Intel-Prozessors mit einer aktuellen JVM. Er basiert auf der SPARC-Technologie und existiert in zwei verschiedenen Versionen, beide sind als IP-Core verfügbar. Aus C und C++ kompilierten Code kann er vergleichbar schnell wie andere RISC-Prozessoren ausführen.

## Anwendung
- Internet-Anwendung
- Set-Top-Boxen
- Kommunikations-Technologien

## Lizenznehmer
Lizenznehmer der Technologie sind unter anderem:
- IBM
- NEC
- Fujitsu